# Palacio de Carvajal

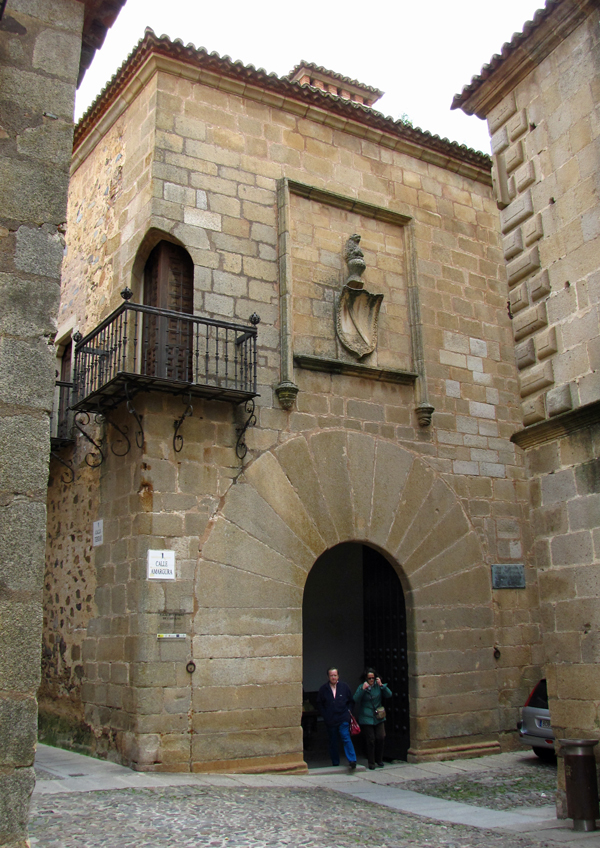
Palacio de Carvajal

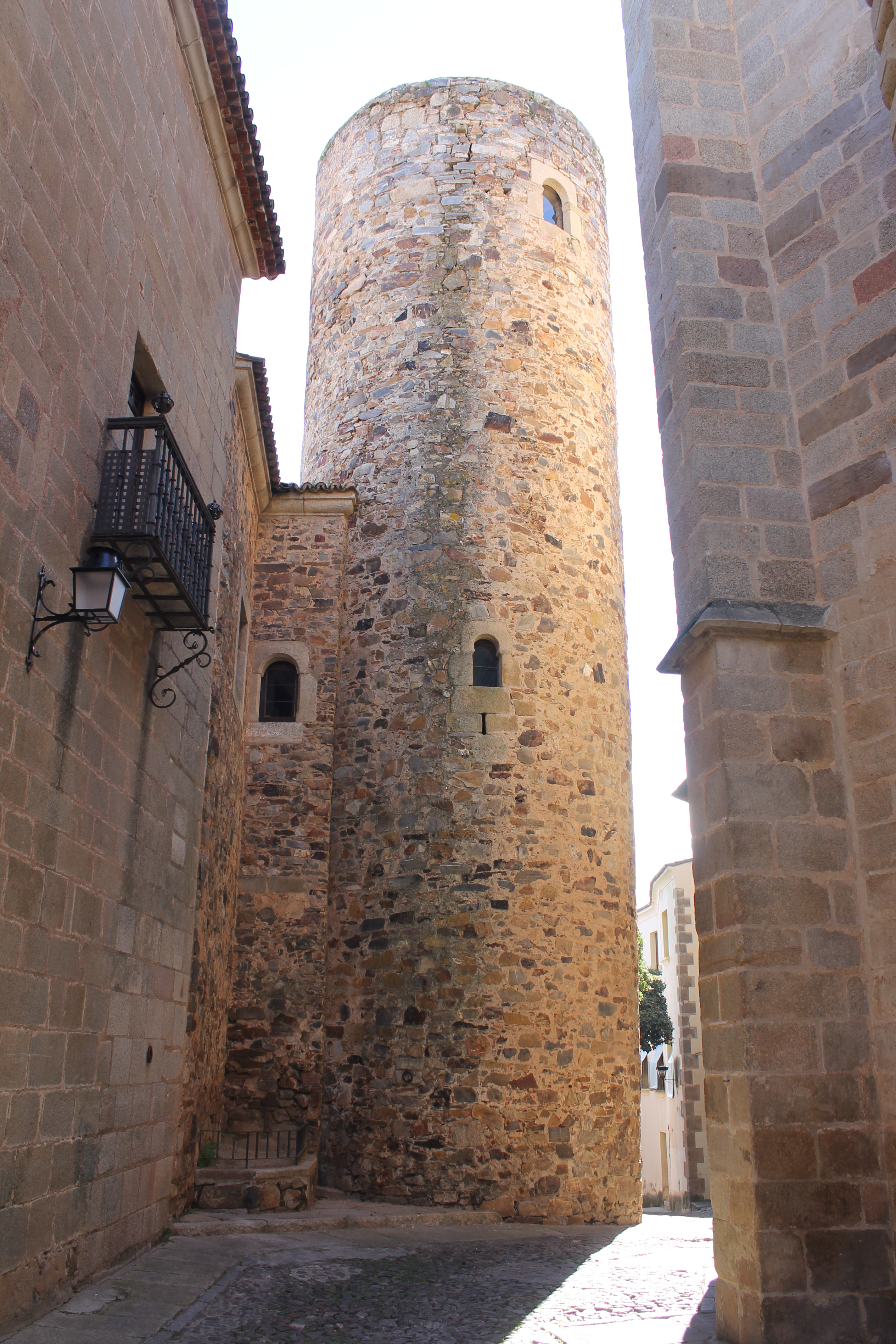
Torre del palacio de Carvajal.

El palacio de Carvajal es un edificio situado en la ciudad monumental de Cáceres, en España.

## Descripción
La fachada principal es de sillería granítica y destaca su portada adovelada en arco de medio punto. En ella, puede admirarse en relieve, el escudo de la familia Carvajal, rodeado por un alfiz cerrado y apoyado sobre dos ménsulas labradas. En la esquina derecha de la fachada se abre un balcón esquinado simple y sin decoración en arco apuntado. 
La torre anexa al palacio es redonda y se ha especulado mucho sobre su posible origen árabe y sobre su utilización por parte de la orden de los Fratres, por lo que es remontable cronólogicamente a los tiempos de la Reconquista de la ciudad (1170-1229). De hecho dicho elemento es previo a la construcción del palacio ya que la familia levantó su palacio a finales del siglo XV. Construida con sillarejo y mampostería, cuenta con un arco de herradura en el primer cuerpo de la torre y un arco de medio punto a mayor altura, y está sin almenaje. 
Hoy en día se pueden visitar algunas de sus dependencias interiores, como el patio y el jardín. El patio consta en su planta inferior de arcos rebajados con columnas de granito y capiteles con decoración de bolas, típicas de la tradición del gótico tardío. En el jardín se pueden observar los restos de una fachada lateral, aunque lo más relevante lo constituye una gigantesca higuera que se calcula puede tener entre 300 y 400 años de antigüedad.   
Especial atención merece la capilla que alberga el tramo bajo de la torre, para uso privado de la familia Carvajal -en el vano interior  se muestra su blasón heráldico-, y que está adornada con pinturas al fresco del italiano Juan Bautista Pachi, de marcado carácter renacentista por el uso de numerosos elementos arquitectónicos clasicistas y la alternancia de temas religiosos y decoración más profana. En la temática religiosa se pueden contemplar escenas de la Anunciación, la visitación de la Virgen a Santa ISabel, el Nacimiento o Jesús entre los doctores.

## Historia
El linaje de los Carvajal, de origen astur, llegó a la ciudad en el siglo XV procedente de Plasencia y construyen su palacio junto al edificio religioso más importante de la ciudad: la Concatedral de Santa María. Cuentan leyendas que los miembros que dieron origen al linaje cacereño fueron condenados a muerte por el rey Fernando IV de Castilla en 1312 por el asesinato de un noble. Los hermanos siempre apelaron a su inocencia, y antes de ser ejecutados, los acusados emplazaron al monarca a un juicio de Dios. Al cabo de 30 días después de la sentencia, el rey murió inesperadamente y la familia de Carvajal fue considerada inocente y absuelta del caso que se la imputaba.  

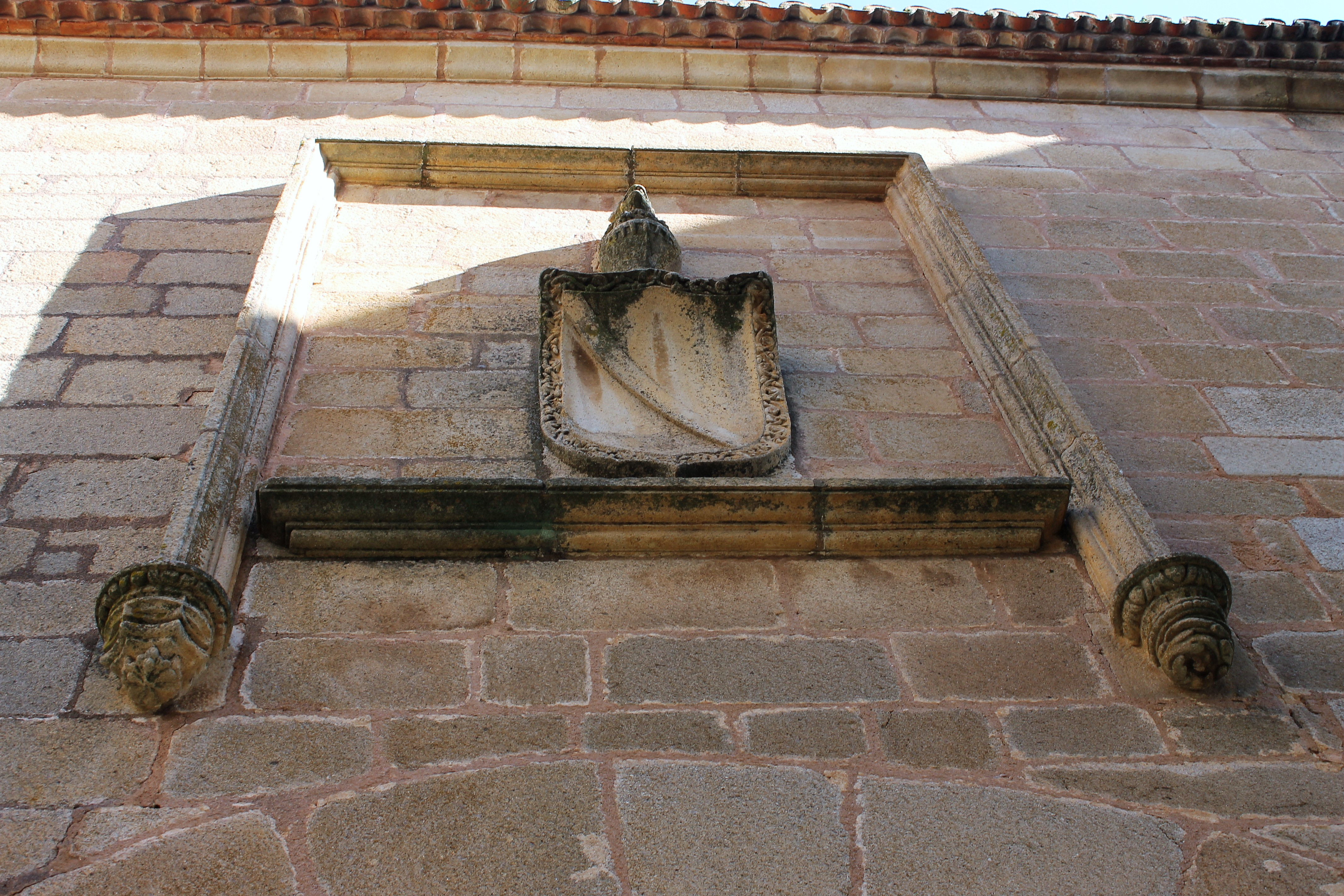
Blasón de la familia dentro de alfiz con ménsulas.

La familia de Carvajal se convertiría en el siglo XV en parte activa de los enfrentamientos nobiliarios en la ciudad, entre las familias del barrio bajo de la ciudad y las del barrio alto, cambiando de bando durante la contienda. Posteriormente y ya en el siglo XVI, miembros de la familia placentina actuarían de importantes mecenas de la iglesia de Santiago, donde se exhibe su escudo de armas en ambas portadas, mientras que el linaje cacereño igualmente construiría su propia capilla, la capilla de San Miguel, en la iglesia de Santa María y que está ubicada justo enfrente de la puerta principal del propio palacio. El miembro más destacado de esta familia cacereña sería don José de Carvajal y Lancaster, ministro ilustrado del siglo XVIII a las órdenes de Fernando VI y secretario del estado.     
La casa sería vendida a Fernando Muñoz y Fernández de Soria, y debido a un incendio que tuvo lugar en el siglo XIX, la casa quedó completamente arruinada en su interior, y se la conoció desde entonces localmente como la casa quemada. En la década de 1960 fue adquirida por Dolores de Carvajal y Álvaro Cavestani, que inició su lenta restauración, reconstruyéndola y edificando la amplia escalinata de cantería que comunica el patio con la planta superior.   
La Diputación de Cáceres se hizo finalmente con el edificio en 1985 y en la actualidad se utiliza como sede del Patronato para la promoción del turismo y la artesanía de la provincia de Cáceres. Las dependencias del piso alto no son visitables y parte de ellas se utilizan como oficinas. Desde el patio también puede acceder al jardín  para ver una higuera centenaria.